# 1903 w muzyce
Wydarzenia muzyczne w 1903 roku.

## Urodzili się
- 5 stycznia – Leighton Lucas, angielski kompozytor i dyrygent (zm. 1985)
- 6 stycznia – Maurice Abravanel, amerykański dyrygent pochodzenia greckiego (zm. 1993)
- 7 stycznia – Carlos di Sarli, argentyński muzyk tanga, dyrygent orkiestry tanga, kompozytor i pianista (zm. 1960)
- 19 stycznia – Boris Blacher, niemiecki kompozytor i muzykolog (zm. 1975)
- 23 stycznia – Ivan Galamian, amerykański skrzypek i pedagog pochodzenia ormiańskiego (zm. 1981)
- 29 stycznia – Hugh Tracey, południowoafrykański etnomuzykolog (zm. 1977)
- 6 lutego – Claudio Arrau, chilijski pianista i pedagog (zm. 1991)
- 1 marca – Ludwik Starski, polski scenarzysta, autor tekstów piosenek, pisarz (zm. 1984)
- 9 marca – Wage Rudolf Soepratman, indonezyjski kompozytor. Twórca melodii i słów indonezyjskiego hymnu narodowego (zm. 1938)
- 10 marca – Bix Beiderbecke, amerykański muzyk jazzowy (zm. 1931)
- 11 marca – Lawrence Welk, amerykański dyrygent, akordeonista, bandleader (zm. 1992)
- 16 marca – Nikolai Lopatnikoff, amerykański kompozytor pochodzenia rosyjskiego (zm. 1976)
- 28 marca – Rudolf Serkin, amerykański pianista i pedagog (zm. 1991)
- 3 kwietnia – Bubber Miley, amerykański trębacz i kornecista jazzowy (zm. 1932)
- 4 kwietnia – Janina Wysocka-Ochlewska, polska pianistka i klawesynistka, pedagog (zm. 1975)
- 17 kwietnia – Nicolas Nabokov, amerykański kompozytor pochodzenia rosyjskiego (zm. 1978)
- 18 kwietnia – Tadeusz Kwieciński, polski muzyk, dyrygent, kompozytor (zm. 1960)
- 30 kwietnia – Günter Raphael, niemiecki kompozytor (zm. 1960)
- 3 maja – Bing Crosby, amerykański pieśniarz i aktor (zm. 1977)
- 12 maja
  - Lennox Berkeley, brytyjski kompozytor (zm. 1989)
  - Tadeusz Prejzner, polski pedagog muzyczny, kompozytor, dyrygent i publicysta (zm. 1944)
- 20 maja – Jerzy Fitelberg, polsko-amerykański kompozytor, syn Grzegorza Fitelberga (zm. 1951)
- 28 maja – Walter Goehr, niemiecki kompozytor i dyrygent (zm. 1960)
- 4 czerwca – Jewgienij Mrawinski, rosyjski dyrygent (zm. 1988)
- 6 czerwca – Aram Chaczaturian, ormiański kompozytor muzyki poważnej, dyrygent i pedagog (zm. 1978)
- 13 czerwca – Filip Kutew, bułgarski kompozytor i dyrygent (zm. 1982)
- 16 czerwca – Aleksander Dorian, polski autor piosenek, dyrygent i pianista (zm. 1982)
- 18 czerwca – Jurij Milutin, rosyjski kompozytor, twórca popularnych piosenek, utworów rozrywkowych, operetek i muzyki filmowej (zm. 1968)
- 20 czerwca – Walter Graf, austriacki muzykolog i etnomuzykolog (zm. 1982)
- 21 czerwca – Louis Krasner, amerykański skrzypek pochodzenia rosyjskiego (zm. 1995)
- 3 lipca – Jerzy Garda, polski śpiewak operowy (baryton) (zm. 1951)
- 4 lipca – Flor Peeters, belgijski kompozytor, organista i pedagog (zm. 1986)
- 8 lipca – Carlo Zecchi, włoski pianista, dyrygent i pedagog muzyczny (zm. 1984)
- 10 lipca – Ebe Stignani, włoska śpiewaczka operowa (mezzosopran) (zm. 1974)
- 5 sierpnia – Borys Gmyria, ukraiński śpiewak operowy (bas) (zm. 1969)
- 7 sierpnia – Maria Reining, austriacka śpiewaczka operowa (sopran) (zm. 1991)
- 17 sierpnia – Georges Sébastian, francuski dyrygent pochodzenia węgierskiego (zm. 1989)
- 18 sierpnia – Lucienne Boyer, francuska piosenkarka (zm. 1983)
- 28 sierpnia – Rudolf Wagner-Régeny, niemiecki kompozytor (zm. 1969)
- 3 września – Wiktor Brégy, polski śpiewak (tenor) (zm. 1976)
- 6 września – Pál Kadosa, węgierski kompozytor (zm. 1983)
- 11 września – Theodor Adorno, niemiecki filozof, socjolog, teoretyk muzyki i kompozytor (zm. 1969)
- 15 września – Roy Acuff, amerykański muzyk country, wokalista i skrzypek (zm. 1992)
- 16 września – Joe Venuti, włosko-amerykański muzyk i pionierski skrzypek jazzowy (zm. 1978)
- 17 września – Wiera Dawydowa, rosyjska śpiewaczka operowa (mezzosopran) (zm. 1993)
- 30 września
  - Ettore Campogalliani, włoski kompozytor, muzyk, wokalista oraz nauczyciel (zm. 1992)
  - Halina Wojciechowska, polska skrzypaczka i pedagog (zm. 1980)
- 1 października – Vladimir Horowitz, ukraiński pianista żydowskiego pochodzenia (zm. 1989)
- 10 października – Vernon Duke, amerykański kompozytor pochodzenia rosyjskiego (zm. 1969)
- 13 października – Harold Byrns, niemiecki dyrygent (zm. 1977)
- 15 października – Edmund Maćkowiak, polski chórmistrz, kompozytor pieśni chóralnych, dyrygent, pedagog i metodyk (zm. 1971)
- 19 października – Vittorio Giannini, amerykański kompozytor (zm. 1966)
- 3 listopada – Witold Szpingier, polski śpiewak operowy (bas) (zm. 1960)
- 9 listopada – Zofia Adamska, polska wiolonczelistka, pedagog (zm. 1988)
- 26 listopada – Alice Herz-Sommer, czeska pianistka, pedagog i najstarsza żyjąca osoba ocalała z obozu koncentracyjnego Theresienstadt (zm. 2014)
- 29 listopada
  - Vladas Jakubėnas, litewski kompozytor, pedagog i krytyk muzyczny (zm. 1976)
  - Olgierd Straszyński, polski dyrygent (zm. 1971)
- 5 grudnia – Johannes Heesters, holenderski aktor i piosenkarz (zm. 2011)
- 6 grudnia – Mykoła Kołessa, ukraiński kompozytor, dyrygent, pedagog, Ludowy Artysta ZSRR (zm. 2006)
- 28 grudnia – Earl Hines, amerykański pianista jazzowy (zm. 1983)
- 29 grudnia – Clyde McCoy, amerykański trębacz jazzowy (zm. 1990)

## Zmarli
- 28 stycznia – Robert Planquette, francuski kompozytor (ur. 1848)
- 22 lutego – Hugo Wolf, austriacki kompozytor (ur. 1860)
- 23 lutego – Friedrich Grützmacher, niemiecki wiolonczelista (ur. 1832)
- 10 kwietnia – Heinrich Bellermann, niemiecki kompozytor i muzykolog (ur. 1832)
- 1 maja – Luigi Arditi, włoski skrzypek, kompozytor i dyrygent (ur. 1822)
- 15 maja – Sibyl Sanderson, amerykańska śpiewaczka operowa (sopran) (ur. 1865)
- 14 czerwca – Jan Aleksander Karłowicz, polski etnograf, muzykolog, językoznawca, folklorysta (ur. 1836)
- 29 czerwca – Rentarō Taki, japoński pianista i kompozytor (ur. 1879)
- 28 lipca – Rosine Stoltz, francuska śpiewaczka operowa (mezzosopran) (ur. 1815)
- 19 września – Sydir Worobkewycz, ukraiński kompozytor i pisarz, duchowny prawosławny, redaktor (ur. 1836)
- 28 września – Jesús de Monasterio, hiszpański kompozytor i skrzypek (ur. 1836)
- 21 grudnia – Gavriil Musicescu, rumuński kompozytor, dyrygent i pedagog muzyczny (ur. 1847)